# Crax
Crax là một chi chim trong họ Cracidae.
Các loài trong chi này sinh sống ở trung và nam châu Mỹ.

## Hình ảnh

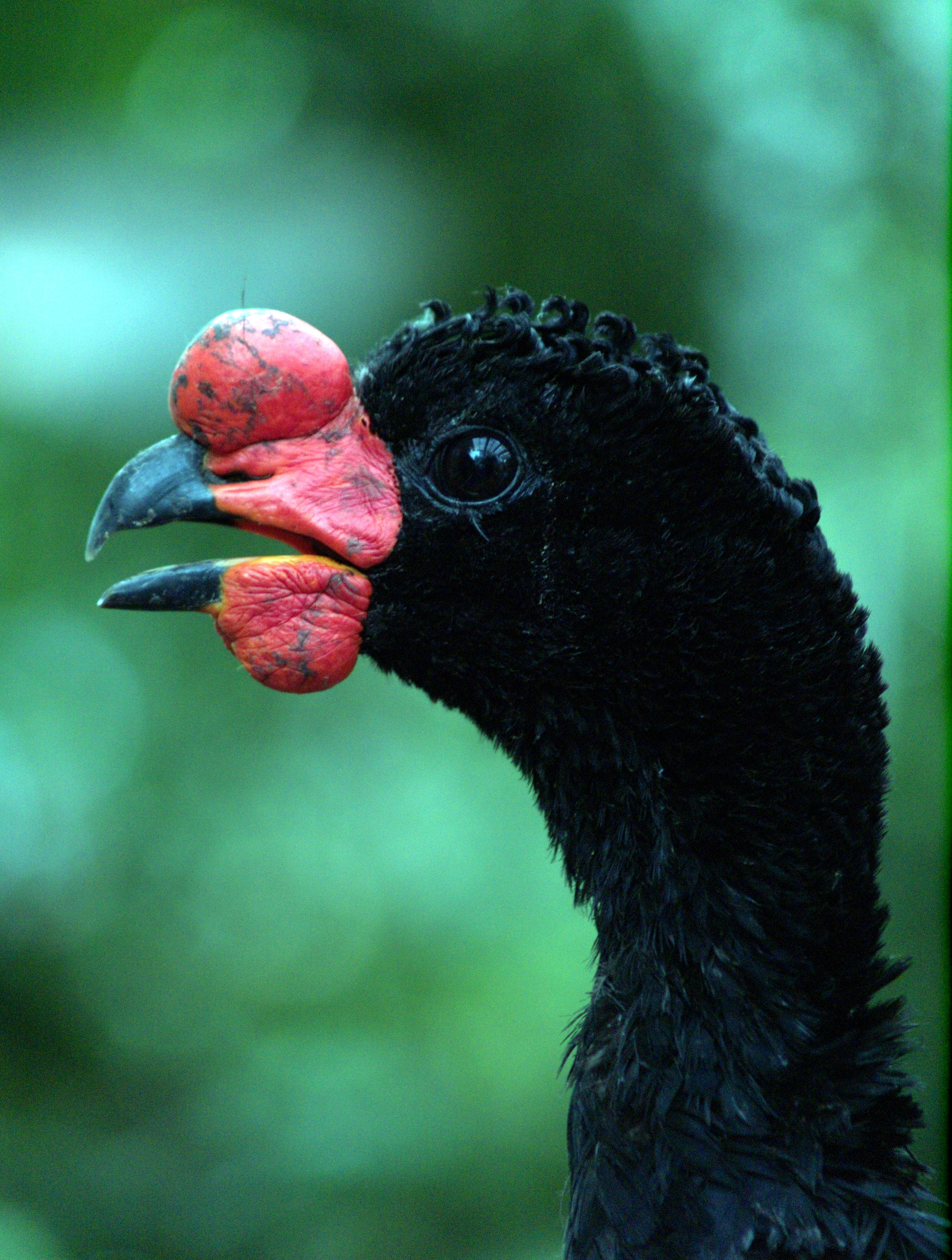
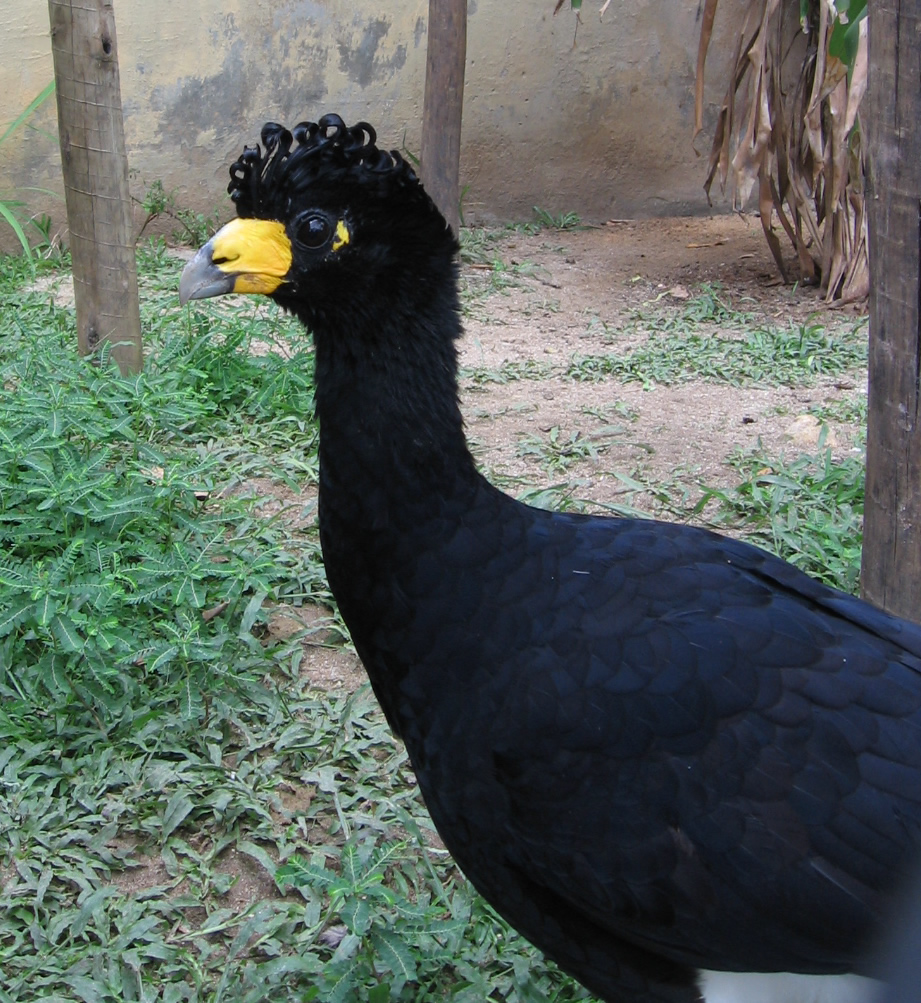
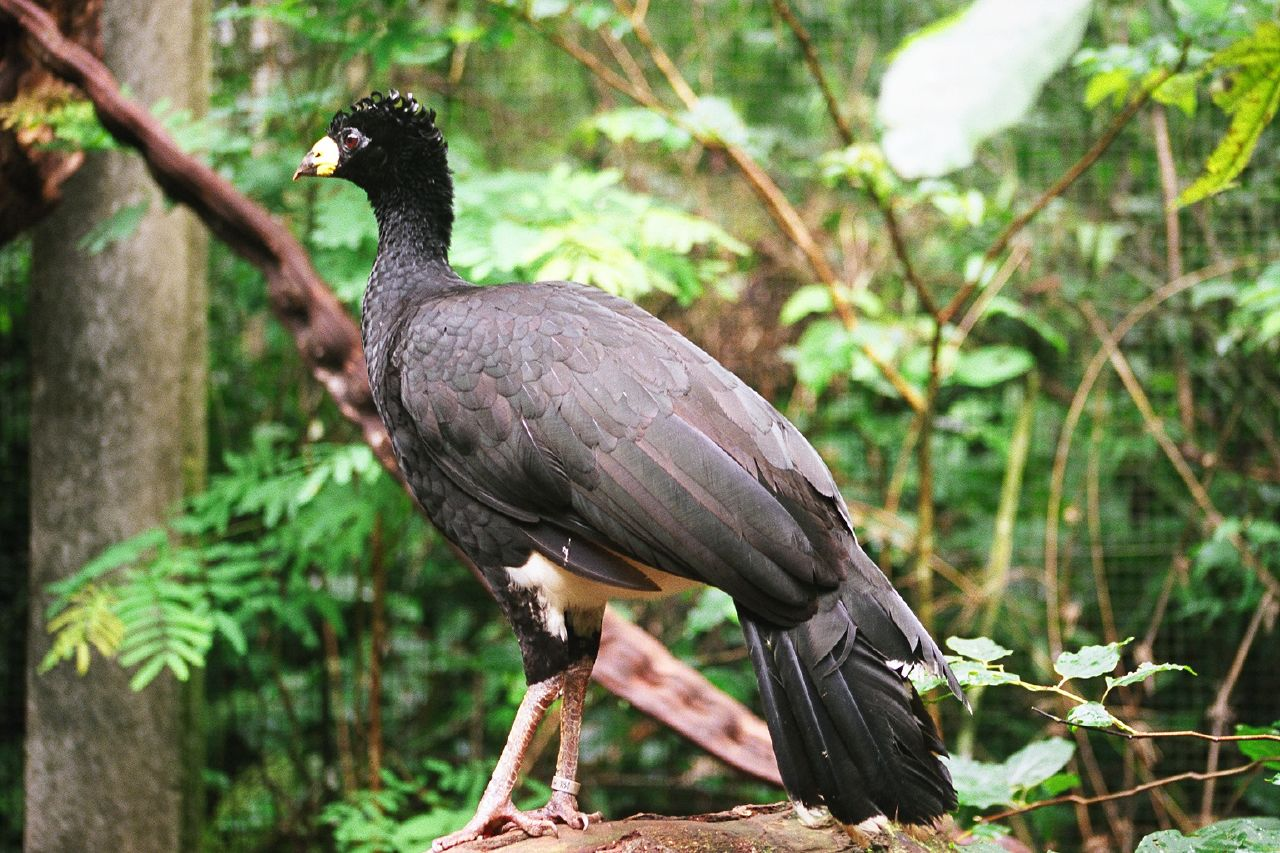
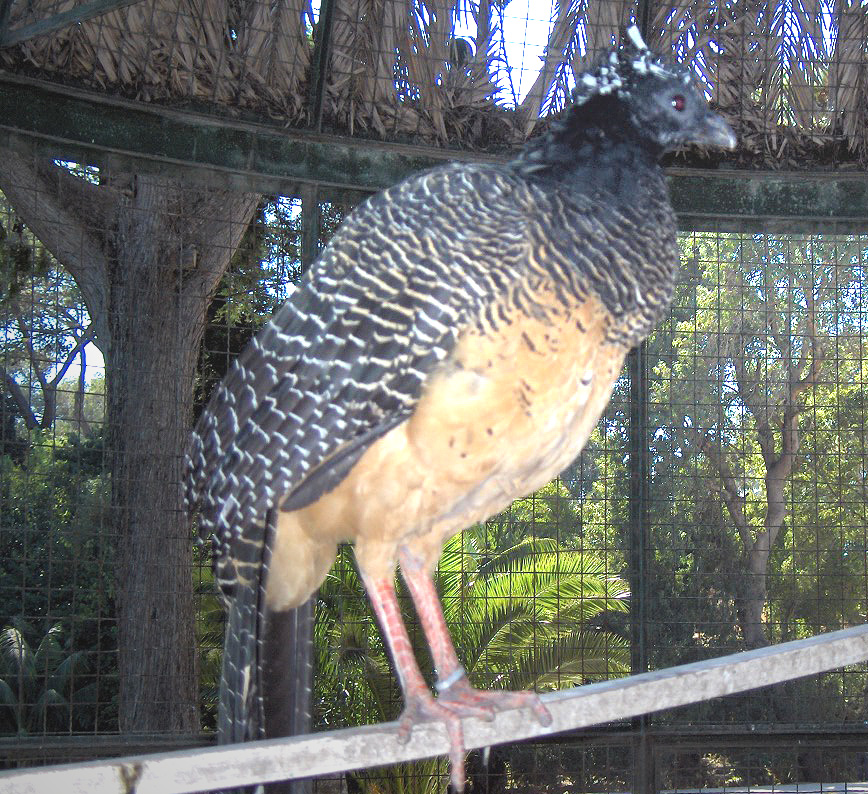

## Các loài
Các loài của chi Crax:
- Crax alberti
- Crax alector
- Crax blumenbachii
- Crax daubentoni
- Crax fasciolata
- Crax globulosa
- Crax rubra